# Draper Fisher Jurvetson
Draper Fisher Jurvetson (DFJ) ist eine 1985 gegründete Beteiligungsgesellschaft mit Sitz in der Sand Hill Road in Menlo Park, Kalifornien, USA, die Risikokapital für Unternehmen bereitstellt, denen sie aufgrund technologischer oder kommerzieller Innovationen großes Wachstum zutraut. Die Firma unterhält außer ihrem Hauptsitz an der berühmten Sand Hill Road in Menlo Park auch Büros in Shanghai, Volksrepublik China und Bengaluru, Indien. Außer in den USA investiert die Firma in China, Indien, Südkorea, Vietnam und Europa.
DFJ wurde von Timothy Draper, John Fisher und Steve Jurvetson gegründet.
Zu den (Stand: 8. Dezember 2015) bisher 235 Beteiligungen gehören bekannte Unternehmen wie Twitter, Skype, Everdream, tumblr., Tesla Motors, SolarCity, Space X, Baidu, Twilio, Tumbleweed, Foursquare, SugarCRM. Bisher schafften 23 dieser Unternehmen beim Verkauf oder Börsengang einen Wert von 1 Milliarde Dollar oder mehr zu erlösen.
Die Firma ist anders als andere Venture-Capital-Firmen nicht (mehr) spezialisiert auf bestimmte Gründungs- und Entwicklungsphasen von Unternehmen, sondern investiert von der Vorgründungsphase und Gründungsphase (Seed-Capital), über Early Stage Capital und Later-Stage-Capital-Phase. Bei einigen Firmen bleiben Draper Fisher Jurvetson auch nach dem IPO noch beträchtlich investiert.
Für die verschiedenen Entwicklungsphasen unterhält das Unternehmen entsprechende Management Teams, ein Venture Team (sinngemäß: Wagnis-Team für die Gründungsphase), ein Growth Team (Team für die Wachstumsphase) und ein Operations Team (für fortgeschrittene Unternehmen, Verkauf und Börsengang) sowie die Venture Partners (die verantwortlichen Partner der Gesellschaft), aus denen die drei Gründer als Founders hervorragen.
Zum 8. Dezember 2015 zählte CrunchBase 9 Börsengänge und 91 Verkäufe von Firmenbeteiligungen von Draper Fisher Jurvetson.